# Victor Renelle
Victor Renelle, né le 12 décembre 1888 à  Paris, mort le 22 octobre 1941 à Châteaubriant (Loire-Inférieure), est un ingénieur chimiste français, créateur du syndicat CGT des ingénieurs des industries chimiques, fusillé par les nazis à la Carrière des Fusillés de Châteaubriant.

## Biographie
Victor Renelle est diplômé en 1909 (25e promotion) de l'École municipale de physique et de chimie industrielles de la Ville de Paris (aujourd'hui ESPCI Paris), une année avant Fernand Holweck (26e promotion), autre résistant issu de la même école.
Il travaille chez Rhône-Poulenc, puis chez Duco à Stains. Il fonde, avec deux autres chimistes, Roger Pascré et Adolphe Bourrand, le syndicat CGT des ingénieurs des industries chimiques.
Arrêté à Paris le 5 octobre 1940 par la police française, il est condamné à six mois de prison pour avoir reconstitué son syndicat, des tracts ayant été retrouvés chez lui ; il est emprisonné à Clairvaux puis transféré au camp de Choisel en Loire-Inférieure.
L'autorité allemande propose de le libérer s'il accepte de se mettre au service de l'industrie allemande. Victor Renelle répond qu’une libération acquise dans de telles conditions ferait de lui un traître à son pays et la refuse.
Il est fusillé le 22 octobre 1941 à la Carrière des Fusillés aux côtés de 26 autres otages (dont Guy Môquet) en représailles à l'attentat du 20 octobre 1941 contre le Feldkommandant Karl Hotz.
Fernand Grenier a dit de lui « Cher Victor, n’ayant pu te corrompre, les hitlériens s’apprêtent à te fusiller. »

### Franc-maçon
Il fut initié par la respectable loge Jean Jaurès à l'Orient de Paris le 6 juillet 1933. En 1936, il fut "premier surveillant" puis "orateur" de sa loge. En 1940, il sera élu député de son atelier au convent annuel de la Grande Loge de France[réf. nécessaire].

## Hommages
Une rue et une école portent son nom à Stains ; une rue porte aussi son nom à St-Maurice-l'Exil .